# 樋口町 (北九州市)
樋口町（ひぐちまち）は福岡県北九州市八幡西区の町。住居表示実施済み。郵便番号は806-0048。

## 地理
八幡西区の北部に位置し、北に陣原、東に穴生、南に森下町，南から西に大字陣原、北西に瀬板と接する。

### 河川
二級河川 割子川

## 地域の特徴
町内の大部分は瀬板の森北九州ゴルフコースとなっている。建物があるのは北部の一地域だけであるが、福岡法務局八幡出張所や自動車販売会社、ハム工場などが立ち並んでおり、戸建ての民家は数少ない。北端は国道3号と接しており、樋口町交差点から穴生三丁目交差点の間までは県道11号有毛引野線とも接している。町域の東縁を割子川が北流する。

## 歴史
町名は大字穴生の字、樋口に由来する。戦時中に当町域に爆薬工場として三菱化成穴生工場が建設され、戦後はペニシリンやTNT火薬の製造が行われていた。

### 沿革
- 1973年（昭和48年）6月1日 - 樋口町新設[5]。
- 1974年（昭和49年）4月1日 - 八幡区が八幡西区と八幡東区に分かれ、八幡区樋口町は八幡西区樋口町となる[6]。
- 1979年（昭和54年）6月1日 - 樋口町の一部が瀬板1丁目になる[7]。

### 町名の変遷
| 実施内容          | 実施年月日               | 実施後 | 実施前                     |
| ----------------- | ------------------------ | ------ | -------------------------- |
| 町名新設 住居表示 | 1973年（昭和48年）6月1日 | 樋口町 | 大字穴生，大字陣原の各一部 |

## 世帯数と人口
2025年（令和7年）3月31日現在（北九州市発表）の世帯数と人口は以下の通りである。
| 町     | 世帯数  | 人口  |
| ------ | ------- | ----- |
| 樋口町 | 145世帯 | 303人 |

### 人口の変遷
国勢調査による人口の推移。
| 1995年（平成7年）  | 489人 | [ 9 ]  |  |
| 2000年（平成12年） | 457人 | [ 10 ] |  |
| 2005年（平成17年） | 413人 | [ 11 ] |  |
| 2010年（平成22年） | 364人 | [ 12 ] |  |
| 2015年（平成27年） | 331人 | [ 13 ] |  |
| 2020年（令和2年）  | 242人 | [ 14 ] |  |

### 世帯数の変遷
国勢調査による世帯数の推移。
| 1995年（平成7年）  | 180世帯 | [ 9 ]  |  |
| 2000年（平成12年） | 190世帯 | [ 10 ] |  |
| 2005年（平成17年） | 170世帯 | [ 11 ] |  |
| 2010年（平成22年） | 163世帯 | [ 12 ] |  |
| 2015年（平成27年） | 156世帯 | [ 13 ] |  |
| 2020年（令和2年）  | 119世帯 | [ 14 ] |  |

## 学区
市立小・中学校に通う場合、学区は以下の通りとなる。
| 町     | 街区 | 小学校               | 中学校               |
| ------ | ---- | -------------------- | -------------------- |
| 樋口町 | 全域 | 北九州市立穴生小学校 | 北九州市立穴生中学校 |

## 交通

### 道路
- 国道3号
- 県道11号有毛引野線

## 施設

### 役所・公的機関
- 福岡法務局 八幡出張所

### 娯楽施設
- 瀬板の森北九州ゴルフコース